# Banou Razin
 (septembre 2019).
 (septembre 2019).
Banou Razin ou Les Razinides (1011-1104) est une dynastie andalouse d'origine berbère issus de la tribu berbère des Ghomara qui a été établi dans la région de la chaîne de montagnes Albarracín. Ils dirigeaient la taïfa d'Albarracín (Sahla)

## Histoire
Le nom d'Albarracín vient de cette famille. Ies Banou Razin étaient d'origine berbère et se sont installés dans la péninsule au Ve siècle. Au début du XIe siècle, ils restèrent fidèles aux Omeyyads de Cordoue, mais ils finirent par soutenir Sulayman al-Mustain aux côtés des autres berbères (1009-1010, 1010 et 1013-1016). La dynastie a duré de 1013 en avril de 1104 quand son état a été occupé par les Almoravides.

## Liste des dirigeants de la dynastie
- Hudhayl ibn Khalaf ibn Lubb ibn Razin (1013-1045)
- Abu Marwan Abd-al-Malik ibn Hudhayl Djabr al-Dawla Abd al-Malik ibn Razin (1045-1103)
- Yahya ibn Abd al-Malik Husam ad-Dawla (1103-1104)